# Giancarlo Gallarini
Giancarlo Gallarini (Novara, 27 dicembre 1923 – Novara, 9 marzo 2019) è stato un hockeista su pista e allenatore di hockey su pista italiano.

## Carriera

### Hockey Novara
Giancarlo Gallarini di ruolo difensore fu un giocatore dell'Hockey Novara anni quaranta e anni cinquanta frutto del vivaio novarese. Ai nastri di partenza del campionato del 1942 la squadra novarese, penalizzata dalle partenze dei militari (Grassi su tutti) e dagli abbandoni di quasi tutti i giocatori degli anni trenta, fece debuttare tra i vari giovani frutto del proprio vivaio Gallarini, il quale formò assieme al veterano Grassi e a Nanotti un forte trio difensivo. Gallarini vinse gli scudetti del '46, '47, '49 e '50.

Successivamente intraprese la carriera di allenatore e allenò la squadra azzurra del Novara con la quale vinse gli scudetti del '58 (allenatore-giocatore in coppia con Grassi) e '59, in coppia con Federico Colombo.

### La Nazionale italiana
Gallarini debuttò con la maglia della Nazionale italiana nel 1948 in occasione di Italia - Francia e dell'inaugurazione del nuovo Palazzetto dello sport di Modena. Partecipò ai Campionati mondiali di Milano 1950.

## Palmarès

### Giocatore

#### Club

##### Titoli nazionali
- Campionato italiano: 5

Novara: 1946, 1947, 1949, 1950, 1958

### Allenatore

#### Club

##### Titoli nazionali
- Campionato italiano: 1

Novara: 1959

### Libri
- Gianfranco Capra, Quaderni novaresi. Lino Grassi la storia dell'hockey, Novara, Zen iniziative, 2008.
- Gianfranco Capra Mario Scendrate, Hockey su pista in Italia e nel mondo, Novara, S.E.N., 1984.
- Fernando Castro, Campeonatos do mundo de hóquei em patins: contributos para a sua história, Despertar Memórias, agosto 2011, ISBN 978-989-20-2611-4.

### Pubblicazioni
- Gianfranco Capra Mario Scendrate, Hockey Novara. Tutti i nazionali, in Enciclopedia dello sport di Novara e VCO, supplemento al periodico "Tribuna Sportiva", 25 ottobre 1993, n. 66, Novara, 1993.
- Gianfranco Capra, Gli scudetti degli anni '40-'50, in Enciclopedia dello sport di Novara e VCO, supplemento al periodico "Tribuna Sportiva", 27 settembre 1993, n. 58, Novara, 1993.